# Alfredo Ottaviani
Alfredo Ottaviani (Roma, 29 de octubre de 1890 - Roma, 3 de agosto de 1979) fue un teólogo, canonista y cardenal italiano. Sirvió como secretario de la Sagrada Congregación del Santo Oficio en la curia romana entre 1959 y 1966, y como proprefecto de la Congregación para la Doctrina de la Fe desde 1966 hasta 1968. 
Ottaviani fue una figura prominente en la Iglesia de su tiempo y fue la principal voz conservadora durante el Concilio Vaticano II.

## Biografía

### Primeros años y formación
Ottaviani nació en Roma; su padre era panadero. Estudió con los Hermanos de las Escuelas Cristianas en Transtíber. Ingresó en el Seminario Mayor –situado junto a la Basílica de Letrán– y, posteriormente, continuó sus estudios en el Pontificio Ateneo de San Apolinar, donde obtuvo tres doctorados: en Filosofía, en Sagrada Teología y en Derecho canónico.

### Docencia en Roma y servicio en la Santa Sede

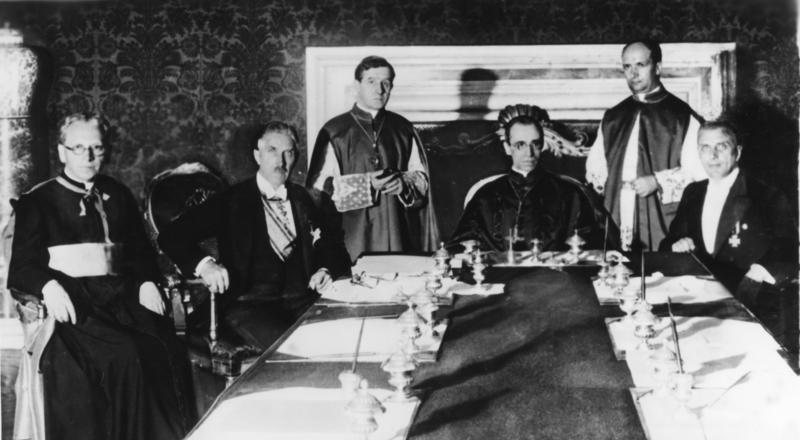
Ottaviani (segundo a la derecha) durante la firma del Reichskonkordat el 20 de julio de 1933

El 18 de marzo de 1916, fue ordenado sacerdote. En sus primeros cuatro años como sacerdote ejerce como profesor de derecho público eclesiástico en el Ateneo Jurídico de la Pontificia Universidad Lateranense de Roma, y de Filosofía en el Pontificio Colegio Urbaniano de Propaganda Fide de Roma. En 1919 comienza a trabajar como minutante en la Sagrada Congregación de Propaganda Fide, cargo que ejercerá durante dos años. En 1922 es trasladado a la sección primera de la Secretaria de Estado de la Santa Sede y recibe el título de monseñor. En 1925 publica su manual  Institutiones Iuris Publici Ecclesiastici, muy celebrado y del que se harán varias rediciones en años posteriores. En 1926 es nombrado Subsecretario de Asuntos Eclesiásticos Extraordinarios en la misma Secretaría de Estado y rector del Pontificio Colegio Bohemio. En 1928 abandona su cargo como rector del ya mencionado Pontifico Colegio Bohemio y un año después, en 1929, pasa a ser Sustituto de la Secretaría de Estado.
En 1935 se incorpora a la Sagrada Congregación del Santo Oficio como asesor. En esta congregación llegará a ocupar diversos puestos. En 1943 Ottaviani conoció al Opus Dei a través de Álvaro del Portillo durante el primer viaje que realizó el joven ingeniero español a Roma. Tiempo después Ottaviani puso en contacto al obispo de Osaka, monseñor Paul Yoshigoro Taguchi con el Opus Dei favoreciendo su difusión por Japón.

## Cardenalato
El 12 de enero de 1953, Ottaviani es designado prosecretario del Santo Oficio y creado cardenal diácono de Santa María en Domnica por Pío XII.

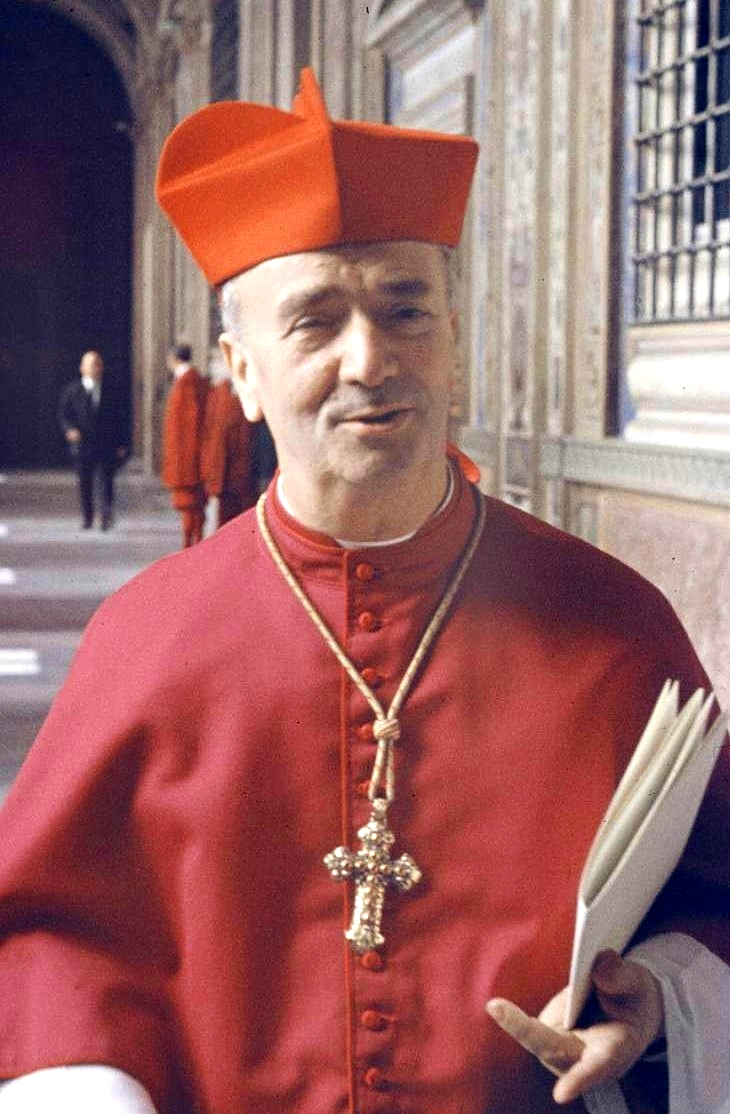
El cardenal Ottaviani en octubre de 1958

El 7 de noviembre de 1959 fue nombrado por Juan XXIII como principal guardián de la ortodoxia doctrinal como Secretario del Santo Oficio. El 5 de abril de 1962, el cardenal Ottaviani fue designado arzobispo titular de Berrea, siendo consagrado por el mismo Juan XXIII el 19 de abril. Renunció al título arzobispal en 1963.

### Concilio Vaticano II
Era el líder de los conservadores de la Curia Romana durante el Concilio Vaticano II (1962-1965) y trabajó junto a, entre otros, el arzobispo Marcel Lefebvre, C.S.Sp. Tuvo fuertes discusiones con el cardenal Augustin Bea sobre el tema de la libertad religiosa. Ottaviani se oponía a conceder la misma igualdad de condiciones a la religión católica frente a otras religiones, permitiendo una tolerancia religiosa (como mal menor) en un Estado confesional católico. Su confrontación llegó a ser tan intensa que el cardenal Ernesto Ruffini tuvo que intervenir, observando su decepción en una “discusión tan seria”. 
Ottaviani intervino en las discusiones sobre la liturgia y sobre las fuentes de la Revelación Divina, tal y como relata el padre Ralph Wiltgen, S.D.V., testigo de excepción del Concilio, en su obra El Rin desemboca en el Tíber (1966). Respecto de las discusiones sobre las fuentes de la Revelación, el obispo Francisco Barbado Viejo, O.P., dijo haber presenciado la siguiente escena en el seno de la Comisión Teológica del Concilio: Karl Rahner estaba exponiendo su posición sobre el particular, opuesta a la de Ottaviani. Éste, en un determinado momento, exclamó "Loquatur Ramírez" (Que hable Ramírez). Se refería al P. Santiago Ramírez, O.P., doctísimo filósofo y teólogo dominico, que hizo una insuperable síntesis histórico-doctrinal del problema tratado, dejando zanjada la cuestión en disputa. Ottaviani quedó tan satisfecho que le dijo "¿Por qué no pidió la palabra antes?", a lo que contestó Ramírez: "Es que hablaba tanto Carlos Rahner que no había modo". Siempre sintió respeto y admiración por este sabio fraile dominico. 

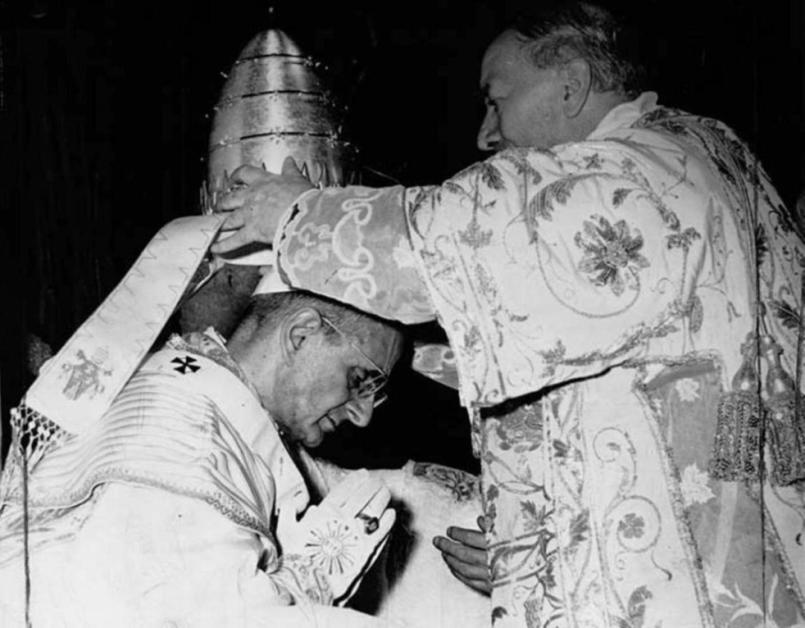
Coronación de Pablo VI por el cardenal Ottaviani, 30 de junio de 1963

Ottaviani era uno de los electores que participaron en el Cónclave de 1963, donde fue elegido Papa el cardenal Montini (había participado anteriormente en el cónclave de 1958, que eligió papa al cardenal Angelo Roncalli). Él era el Cardenal Protodiácono durante el cónclave, y como tal, tuvo el honor de anunciar la elección de Montini y de coronarlo el 30 de junio con la tiara.
En declaraciones al periódico italiano Corriere della Sera el 28 de octubre de 1965, en vísperas a la conclusión del Concilio Vaticano II y un día antes de su 75 cumpleaños, Ottaviani hizo la siguiente reflexión acerca de algunos de los posibles cambios que podían experimentar las leyes de la Iglesia:

"Yo soy un soldado que vigila la reserva de oro. ¿Usted cree que cumpliría con mi deber discutiendo, abandonando mi puesto, haciendo la vista gorda? Hijo mío, ¡75 años son 75 años! Yo los viví defendiendo ciertos principios y ciertas leyes. Si usted le dice al viejo soldado que las leyes van a cambiar, es obvio que como viejo soldado él hará todo lo posible para evitar que cambien.

Pero si, no obstante, ellas cambian, Dios ciertamente le dará a él la fuerza para situarse en la defensa del nuevo tesoro en el que cree. Una vez que las nuevas leyes se convierten en el tesoro de la Iglesia, un enriquecimiento de la reserva de oro, entonces sólo un principio cuenta: servir a la Iglesia. Y este servicio significa ser fiel a sus leyes. […]".

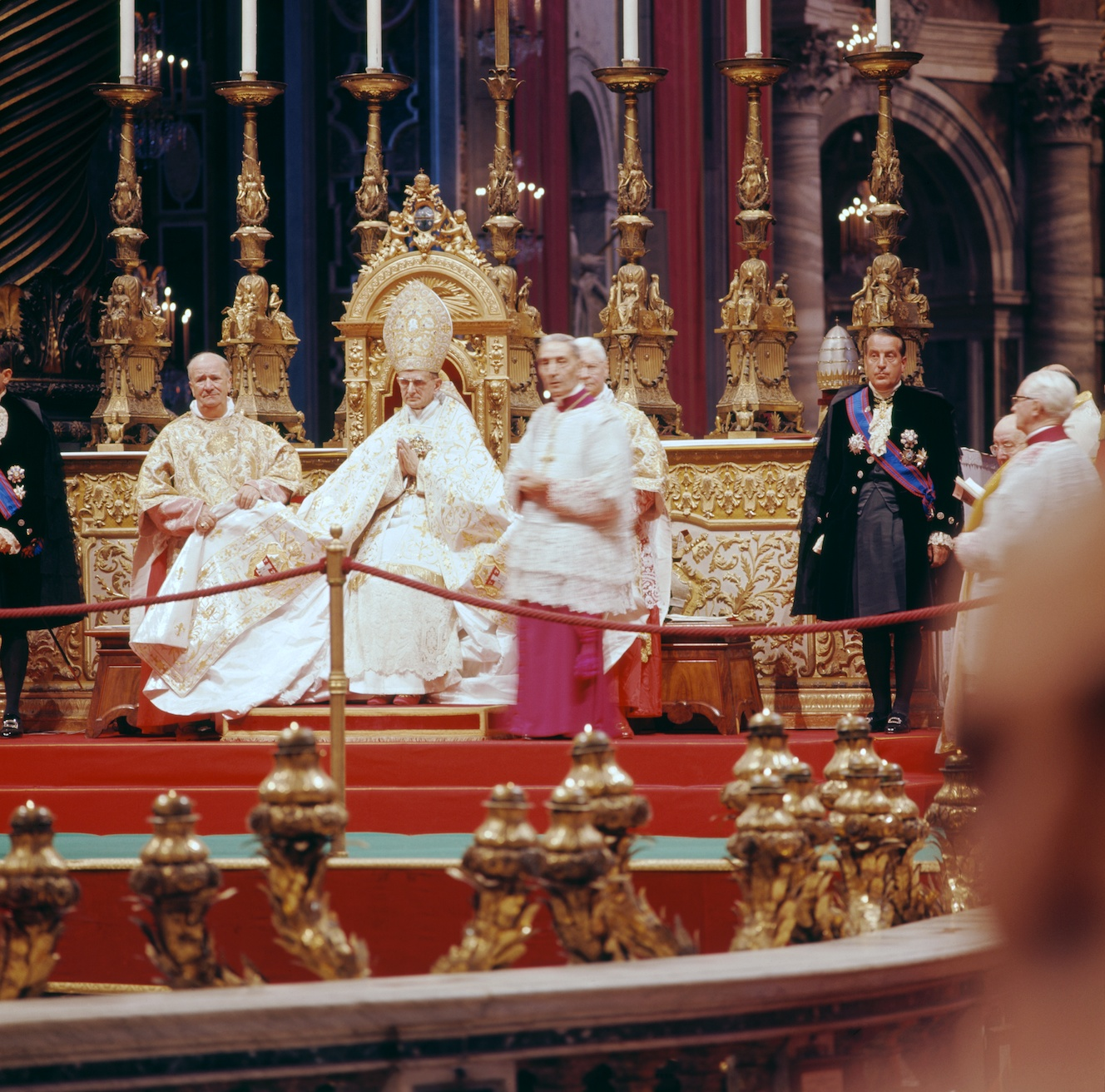
Ottaviani (izquierda) fotografiado junto a Pablo VI durante el Concilio Vaticano II, imagen de Lothar Wolleh

### Postconcilio
Al cambiar del nombre del Santo Oficio a la Congregación para la Doctrina de la Fe en 1966, Ottaviani fue nombrado Pro-Prefecto de la congregación; el Papa conservó para sí el título de “Prefecto” hasta 1968. Pablo VI lo elevó a Cardenal presbítero (con el mismo título) el 26 de junio de 1967, y el 6 de enero de 1968 renunció como Pro-Prefecto de Congregación para la Doctrina de la Fe. El cardenal Ottaviani aceptó el magisterio del Concilio Vaticano II, y se esforzó desde la Sagrada Congregación para la Doctrina de la Fe en corregir los errores y abusos que se dieron en la Iglesia durante la etapa postconciliar. Con respecto a esta labor de custodia de la doctrina, cabe resaltar el documento titulado Carta a los Presidentes de las Conferencias Episcopales sobre los abusos en la interpretación de los Decretos del Concilio Vaticano II, de 24 de julio de 1966. En ese documento, Ottaviani afirmaba lo siguiente:

“Una vez que el Concilio Vaticano II, recientemente concluido, ha promulgado documentos muy valiosos, tanto en los aspectos doctrinales como en los disciplinares, para promover de manera más eficaz la vida de la Iglesia, el pueblo de Dios tiene la grave obligación de esforzarse para llevar a la práctica todo lo que, bajo la inspiración del Espíritu Santo, ha sido solemnemente propuesto o decidido en aquella amplísima asamblea de Obispos presidida por el Sumo Pontífice.

A la jerarquía, sin embargo, corresponde el derecho y el deber de vigilar, de dirigir y promover el movimiento de renovación iniciado por el Concilio, de manera que los documentos y decretos del mismo Concilio sean rectamente interpretados y se lleven a la práctica según la importancia de cada uno de ellos y manteniendo su intención. Esta doctrina debe ser defendida por los Obispos, que bajo Pedro, como cabeza, tienen la misión de enseñar de manera autorizada. De hecho, muchos pastores ya han comenzado a explicar loablemente la enseñanza del Concilio.

Sin embargo, hay que lamentar que de diversas partes han llegado noticias desagradables acerca de abusos cometidos en la interpretación de la doctrina del Concilio, así como de opiniones extrañas y atrevidas, que aparecen aquí y allá, y que perturban no poco el espíritu de muchos fieles. Hay que alabar los esfuerzos y las iniciativas para investigar más profundamente la verdad, distinguiendo adecuadamente entre lo que debe ser creído y lo que es opinable; sin embargo, a partir de documentos examinados por esta Sagrada Congregación, consta que en no pocas sentencias parece que se han traspasado los límites de una simple opinión o hipótesis y en cierto modo ha quedado afectado el dogma y los fundamentos de la fe”.

#### Breve examen crítico del Novus Ordo Missæ
En septiembre de 1969, junto con el cardenal Antonio Bacci, escribió una carta a Pablo VI, apoyando un estudio de un grupo de teólogos -entre ellos Michel-Louis Guérard des Lauriers, O.P.- bajo dirección del arzobispo Lefebvre donde discernían los inconvenientes del nuevo Ordo Missæ. Esta carta, conocida como la Intervención de Ottaviani, es de uso frecuente por los católicos tradicionalistas como pilar donde mostrar las supuestas debilidades del actual rito romano ordinario de la Misa. Aunque el cardenal Ottaviani había presentado al Papa sus reservas con respecto al nuevo Ordo Missæ, él celebraba la Misa con el nuevo rito y así lo hizo hasta su muerte.
En cuanto al análisis negativo del cardenal Ottaviani sobre la nueva Misa, tan frecuentemente citado, el obispo brasileño Fernando Arêas Rifan afirma que hay que tener en cuenta que su crítica fue realizada antes de la versión final corregida del nuevo rito de la Misa. El Papa Pablo VI dedicó dos audiencias generales al nuevo Ordo Missæ. Después de las mismas, el cardenal Ottaviani escribió:

“Me he alegrado profundamente al leer los discursos del Santo Padre sobre las cuestiones del nuevo Ordo Missae y sobre todo sus precisiones doctrinales contenidas en los discursos para las audiencias públicas del 19 y el 26 de noviembre. Creo que, después de esto, ya nadie puede escandalizarse sinceramente. En lo demás, hará falta una obra prudente e inteligente de catequesis, para solucionar algunas perplejidades legítimas que puede suscitar el texto”.

En la misma carta, el cardenal Ottaviani se quejaba de que su opinión reflejada en el Breve examen crítico hubiera sido publicada:

“Por mi parte, sólo siento que se haya abusado de mi nombre en un sentido que yo no deseaba, por la publicación de una carta que yo había dirigido al Santo Padre, sin autorizar a nadie a publicarla”.

### Fallecimiento
Su avanzada edad le impidió participar en los dos cónclaves de 1978. Murió en la Ciudad del Vaticano el 3 de agosto de 1979. Su funeral fue celebrado por el Papa Juan Pablo II el 6 de agosto, día en el que un año antes, como recordaba Juan Pablo II, a la misma hora fallecía el Papa Pablo VI. Fue enterrado en la Iglesia de San Pedro en Borgo, también conocida como la Iglesia de San Salvador en Ossibus.

## Obras

### Libros
- Institutiones Iuris Publici Ecclesiastici, 2 vols. (1925, 1ª ed.; 1935-1936, 2ª ed.; 1947-1948, 3ª ed.; 1958-1960, 4ª ed., corregida y aumentada por G. Damizia, discípulo de Ottaviani y su sucesor en la cátedra).
- Compendium Iuris Publici Ecclesiastici (1936, 1ª ed.; 1942, 2ª ed.; 1948, 3ª ed.).

- Luce di Roma cristiana nel diritto (Roma, 1943).
- Il baluardo (Roma, 1961). Es una colección de discursos y artículos del cardenal Ottaviani en defensa de los valores cristianos. Traducción castellana: El baluarte (Barcelona, 1962).

- Breve Examen Crítico del Novus Ordo Missæ (1969). Firmado por él y por el cardenal Bacci, pero escrito por 12 teólogos -principalmente Michel-Louis Guérard des Lauriers, O.P.- dirigidos por el arzobispo Marcel Lefebvre.